# Landkreis Lörrach
Landkreis Lörrach – powiat w Niemczech, w kraju związkowym Badenia-Wirtembergia, w rejencji Fryburg, w regionie Hochrhein-Bodensee. Stolicą powiatu jest Lörrach.

## Podział administracyjny
W skład powiatu wchodzi:
- osiem gmin miejskich (Stadt)
- 27 pozostałych gmin (Gemeinde)
- sześć wspólnot administracyjnych (Vereinbarte Verwaltungsgemeinschaft)
- dwa związki gmin (Gemeindeverwaltungsverband).

Miasta:
| Lp. | Nazwa miasta           | Ludność (31.12.2010) | Powierzchnia km² |
| --- | ---------------------- | -------------------- | ---------------- |
| 1   | Kandern                | 8103                 | 62,27            |
| 2   | Lörrach                | 48 380               | 39,42            |
| 3   | Rheinfelden (Baden)    | 32 330               | 62,84            |
| 4   | Schönau im Schwarzwald | 2382                 | 14,70            |
| 5   | Schopfheim             | 18 940               | 68,01            |
| 6   | Todtnau                | 4879                 | 69,60            |
| 7   | Weil am Rhein          | 29 918               | 19,47            |
| 8   | Zell im Wiesental      | 5937                 | 36,13            |

Gminy (pozostałe):
| Lp. | Nazwa gminy         | Ludność (31.12.2010) | Powierzchnia km² |
| --- | ------------------- | -------------------- | ---------------- |
| 1   | Aitern              | 550                  | 9,21             |
| 2   | Bad Bellingen       | 3894                 | 16,93            |
| 3   | Binzen              | 2886                 | 5,81             |
| 4   | Böllen              | 94                   | 5,67             |
| 5   | Efringen-Kirchen    | 8164                 | 43,74            |
| 6   | Eimeldingen         | 2439                 | 3,55             |
| 7   | Fischingen          | 701                  | 1,88             |
| 8   | Fröhnd              | 485                  | 16,19            |
| 9   | Grenzach-Wyhlen     | 14 027               | 17,32            |
| 10  | Häg-Ehrsberg        | 889                  | 25,03            |
| 11  | Hasel               | 1119                 | 11,67            |
| 12  | Hausen im Wiesental | 2359                 | 5,14             |
| 13  | Inzlingen           | 2472                 | 9,48             |
| 14  | Kleines Wiesental   | 2928                 | 77,84            |
| 15  | Malsburg-Marzell    | 1507                 | 24,92            |
| 16  | Maulburg            | 4018                 | 9,73             |
| 17  | Rümmingen           | 1636                 | 4,46             |
| 18  | Schallbach          | 711                  | 3,95             |
| 19  | Schliengen          | 5322                 | 37,46            |
| 20  | Schönenberg         | 347                  | 7,43             |
| 21  | Schwörstadt         | 2407                 | 20,08            |
| 22  | Steinen             | 10 143               | 46,86            |
| 23  | Tunau               | 191                  | 4,05             |
| 24  | Utzenfeld           | 637                  | 7,40             |
| 25  | Wembach             | 326                  | 1,80             |
| 26  | Wieden              | 564                  | 12,25            |
| 27  | Wittlingen          | 965                  | 4,50             |

Wspólnoty administracyjne:
| Lp. | Nazwa wspólnoty administracyjnej | Ludność (31.12.2010) | Powierzchnia km² | Liczba gmin |
| --- | -------------------------------- | -------------------- | ---------------- | ----------- |
| 1   | Kandern                          | 9610                 | 87,19            | 2           |
| 2   | Lörrach                          | 50 852               | 48,90            | 2           |
| 3   | Rheinfelden (Baden)              | 34 737               | 44,38            | 2           |
| 4   | Schliengen                       | 9216                 | 54,39            | 2           |
| 5   | Schopfheim                       | 26 436               | 94,54            | 4           |
| 6   | Zell im Wiesental                | 6826                 | 61,16            | 2           |

Związki gmin:
| Lp. | Nazwa związku gmin     | Ludność (31.12.2010) | Powierzchnia km² | Liczba gmin |
| --- | ---------------------- | -------------------- | ---------------- | ----------- |
| 1   | Schönau im Schwarzwald | 5576                 | 78,70            | 9           |
| 2   | Vorderes Kandertal     | 9338                 | 24,16            | 6           |

## Współpraca
Miejscowości partnerskie:
- Lubliniec, Polska
- Zwickau, Saksonia